# 芬蘭—俄羅斯關係

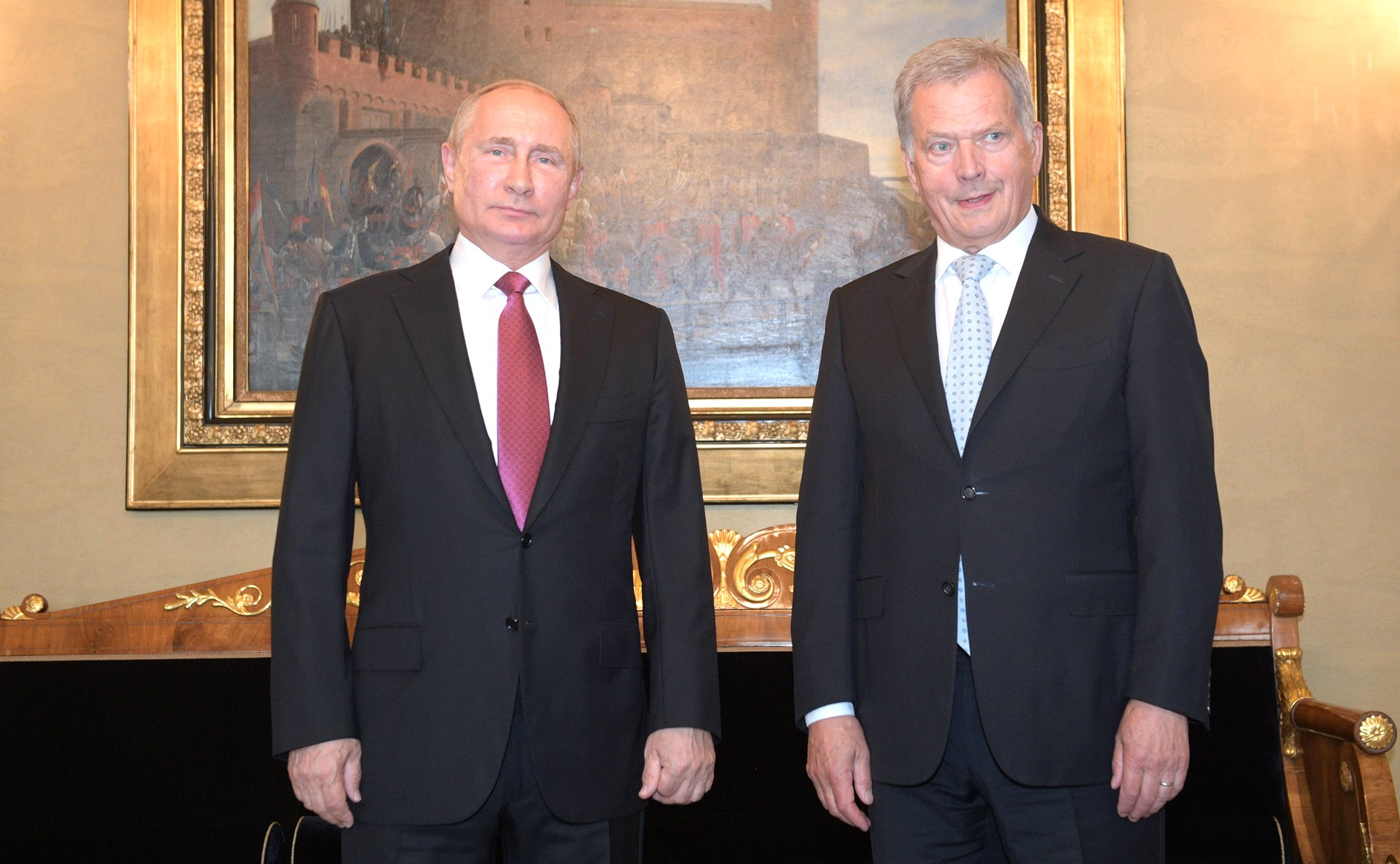
2019年8月21日，俄罗斯总统弗拉基米尔·普京在赫尔辛基会见芬兰总统绍利·尼尼斯托

芬蘭和俄羅斯之間有正式的外交關係。俄罗斯在赫尔辛基设有大使馆，在图尔库设有总领事馆，在拉彭兰塔和玛丽港设有领事馆。芬兰在莫斯科设有大使馆， 在圣彼得堡设有总领事馆，在摩尔曼斯克和彼得罗扎沃茨克設有领事馆。
兩國之間的關係可以追溯到从18世纪初期的瑞典和俄罗斯之间的大北方戰爭，此前芬蘭是瑞典帝国的一部分。19世纪初期，芬兰大公国成為俄羅斯帝國的一部分，1917年俄國二月革命發生後，芬兰從俄羅斯獨立並且發表了芬兰独立宣言。不久芬蘭內戰爆發，俄罗斯苏维埃联邦社会主义共和国有所介入，二十年後苏联又入侵芬蘭，冬季战争爆發，之後又爆發了继续战争。芬兰将包括维堡在內的佔其國土面積11%的领土割让给了苏联。 冷战时期，為防止再次发生战争，芬兰在东西方阵营之间保持中立。 
2022年俄羅斯入侵烏克蘭之后，歐盟國家芬兰对俄罗斯实施制裁，俄罗斯将所有欧盟国家都列入不友好國家名單。 2022年5月14日深夜1时开始，俄羅斯停止向芬兰提供电力。5月21日，俄罗斯停止向芬兰出口天然气。9月29日午夜時分開始，芬蘭禁止持有歐洲旅遊簽證的俄羅斯人入境。2023年6月6日，芬蘭表示，芬蘭將驅逐俄羅斯駐赫爾辛基大使館的九名人士，指他們從事情報工作，稱其行為已違反維也納外交關係公約。

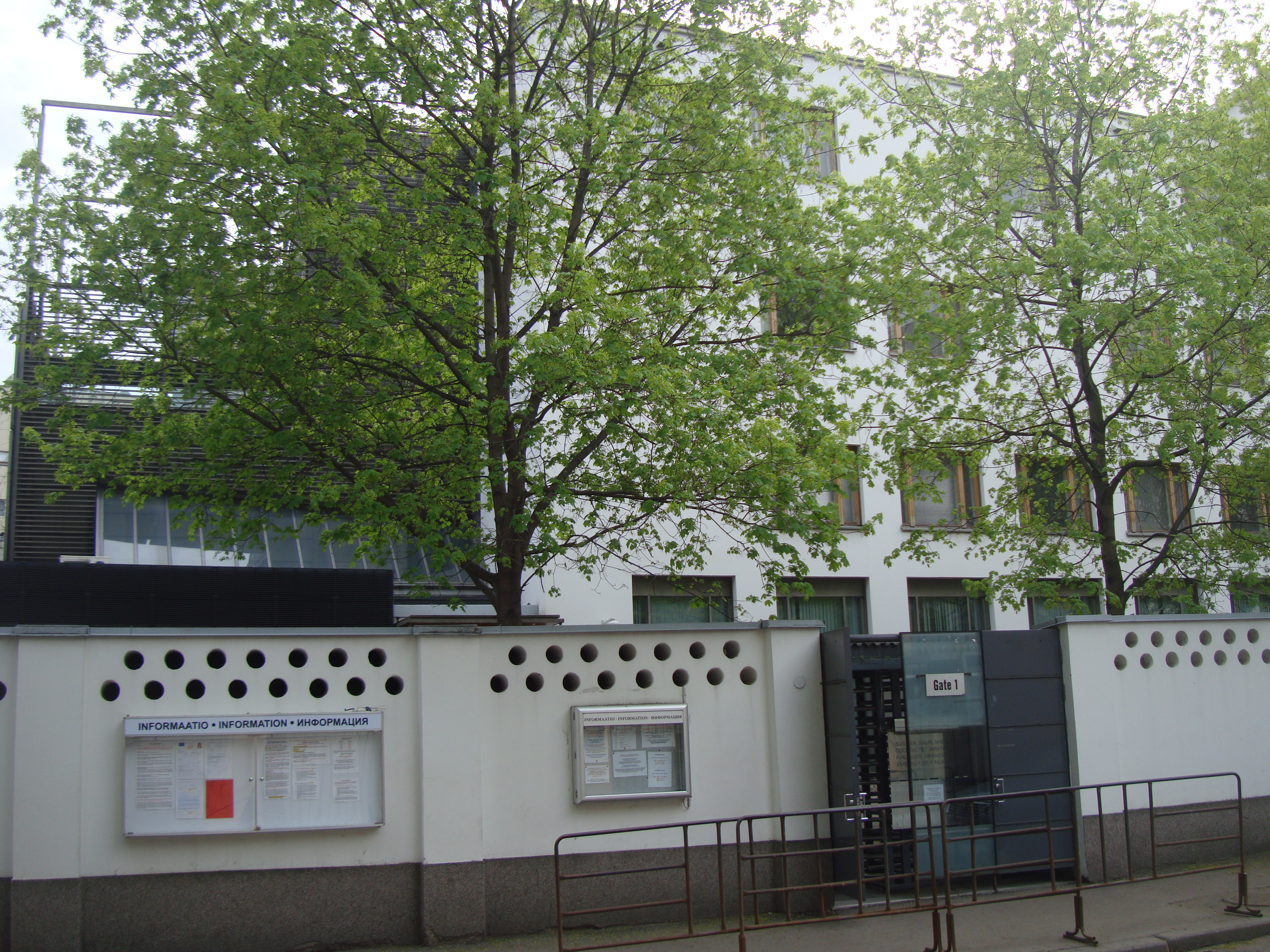
芬兰駐俄羅斯大使馆

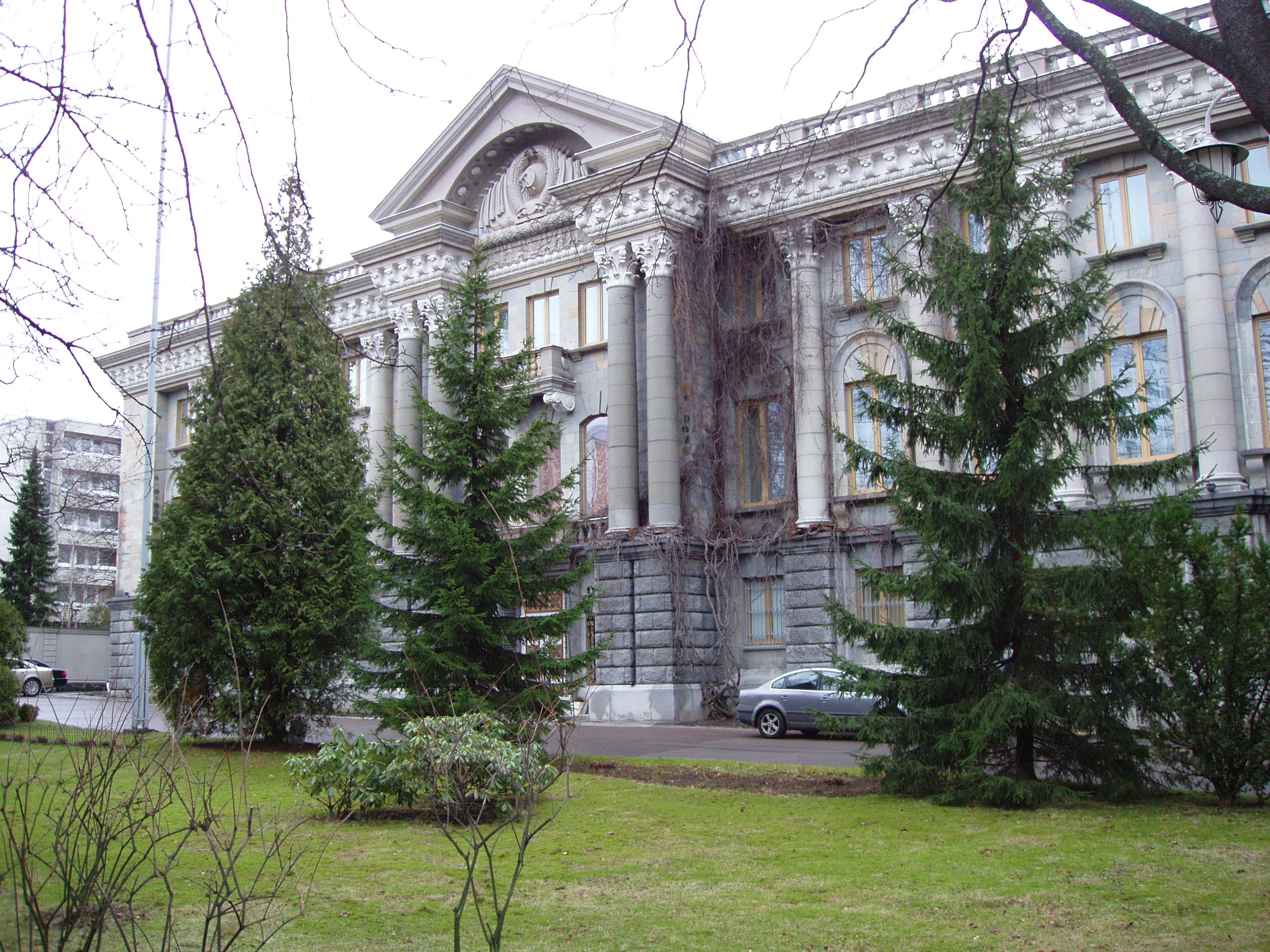
俄罗斯驻芬蘭大使馆

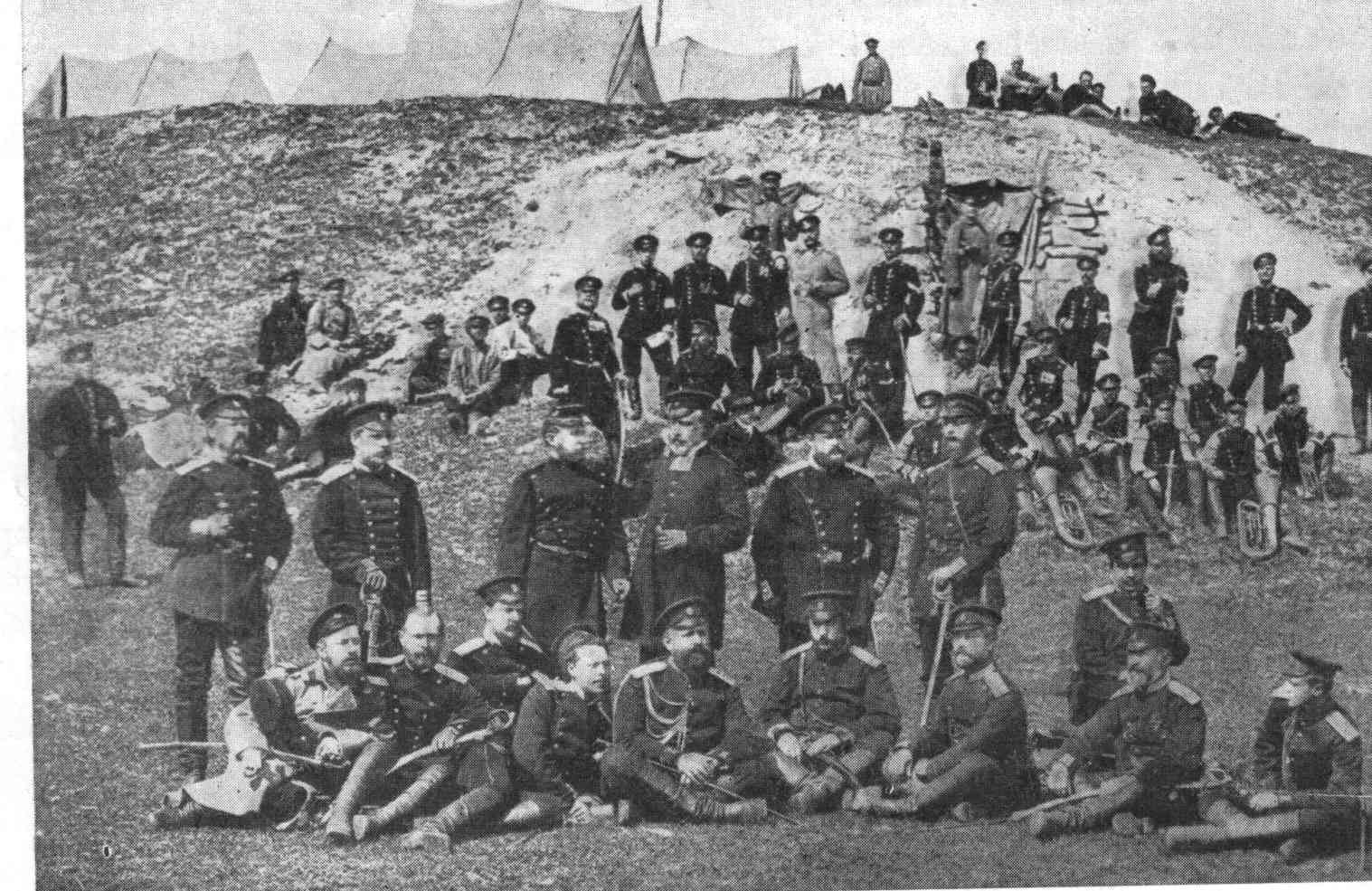
1877-78 年俄土战争期间俄羅斯帝國陸軍中的芬兰士兵

## 芬兰加入北约
2021年12月，俄罗斯外交部向芬兰和瑞典施压，要求兩國不要加入北约。俄罗斯声称，两国如果加入北約将产生重大的政治和军事后果，威胁北欧地区的稳定。此外俄罗斯认为芬兰加入北约是对俄罗斯国家安全的威胁，因为如果芬兰加入北约，美国可能会在芬兰部署武器。 
2022年1月1日，芬兰总统绍利·尼尼斯托重申芬兰的主权，並表示芬兰政府保留申请加入北约的权利。此外尼尼斯托表示，俄罗斯的要求反而威胁到了“欧洲安全秩序”。他還认为需要北約来维护包括芬兰在内的一些欧盟成员国的主权和安全。 2022年俄羅斯入侵烏克蘭之后，許多芬兰人開始支持該國加入北約。 2022年5月12日，总统尼尼斯托和总理桑娜·马林宣布芬兰将開啟申请加入北约的程序。5月14日-15日，来自各行各业的芬兰人都来参加周末的军事训练，以應對俄罗斯的威胁。2023年6月，芬蘭驅逐9名俄羅斯外交官。